# Calle de Galileo
La calle de Galileo es una calle del distrito de Chamberí de Madrid. 

## Nombre
El nombre de la calle de Galileo tiene su origen en el astrónomo, matemático y físico Galileo Galilei (1564-1642) que mantuvo la teoría del movimiento de la Tierra a pesar de ser perseguido por ello por la Inquisición romana.
La calle se encuentra situada entre la calle de Alberto Aguilera y la avenida de Filipinas.

## Historia
Peñasco de la Puente y Cambronero detallaban que hacia 1889 la calle era de apertura moderna, y tenía su entrada por el Paseo de Areneros (actual Alberto Aguilera) y salida al campo.

## Recorrido
Se sitúa entre la avenida de Filipinas y la calle de Alberto Aguilera, siendo su sentido de circulación para vehículos norte-sur. En su recorrido se cruza con la avenida de Filipinas, las calles de Cea Bermúdez, Joaquín María López, Donoso Cortés, Fernández de los Ríos, Fernando el Católico, Fernando Garrido, Meléndez Valdés, Rodríguez San Pedro, Emilio Carrere y Alberto Aguilera. Circula paralelamente entre las calles Blasco de Garay y Vallehermoso.
Los impares van del 1 al 93 y los pares del 2 al 110. Los últimos números (del 87 a 93 y del 102 al 110) se ubican en el barrio de Vallehermoso, mientras que el resto están situados en el barrio de Arapiles.

## Sucesos
En el 57 de la calle fue asesinada a balazos, el 9 de junio de 1933, la niña prodigio Hildegart Rodríguez Carballeira, por su madre, la militante feminista y del PSOE Aurora Rodríguez Carballeira.

## Arquitectura
A la altura de la calle Fernando el Católico encontramos el Centro Socio-Cultural Galileo.